# Sedlecký kaolin
Sedlecký kaolin a. s. je česká těžební společnost zaměřená na těžbu kaolinů a distribuci výrobků na bázi kaolinu určených především pro keramický, papírenský a chemický průmysl. Společnost byla založena roku 1892. Vlastní dvanáct provozoven v rámci celé ČR a nejvýznamnější lomové lokality a provozy má na Karlovarsku.

## Provozované lomy

### Karlovarsko
Kaolinové lomy jsou zde v hojném množství. Je zde mnoho ložisek těžených i plánovaných. Karlovarsko je proslavené kvalitními kaoliny a bentonity. Karlovarský kaolin určuje mezinárodní normu pro kvalitu této horniny v průmyslovém využití (výroba porcelánu).

### Lomy v provozu
Na Karlovarsku společnost provozuje osm lomů:
- lom Katzenholz – Otovice
- lom Osmosa – Božíčany
- lom Podlesí I – Podlesí
- lom Podlesí II – Podlesí
- lom Mírová – Mírová
- lom Ruprechtov – Ruprechtov
- lom Hájek – Hájek
- lom Jimlíkov – Jimlíkov, Božíčany

### Hlubinné historické doly
- důl Exelsior – Otovice
- důl Bohemia – Bohatice

### Plánované lomy
Lomy na, které byla vydána souhlasná stanoviska EIA a stanoveny dobývací prostory:
- lom Jenišov – Jenišov
- lom Jimlíkov – Sever – Jimlíkov
- lom Podlesí III – Podlesí

### Plavírny
- Plavírna kaolinu Sadov – Podlesí
- Plavírna kaolinu Božičany – Božíčany